# Hyperbaenus coccinatus
Hyperbaenus coccinatus är en insektsart som beskrevs av Heinrich Hugo Karny 1937. Hyperbaenus coccinatus ingår i släktet Hyperbaenus och familjen Gryllacrididae. Inga underarter finns listade i Catalogue of Life.